# Peter Hanrahan
Peter Hanrahan, né le 23 février 1968 à Limerick en Irlande, est un footballeur irlandais. Il évolue dans le championnat irlandais, dont il est le meilleur buteur en 1991. Il joue principalement en faveur des clubs de Dundalk FC et du Bohemian FC.

## Biographie
Peter Hanrahan débute en championnat d'Irlande avec le club de UCD contre le Newcastle West FC le 28 octobre 1986. Il participe à la remontée du club en première division lors de la saison 1988-1989. Lors de cette période, il joue aussi en équipe nationale universitaire.
Il s'engage ensuite avec le club de sa ville de naissance, le Limerick FC. Après seulement une saison, il signe en faveur du Dundalk Football Club. Il s'y impose tout de suite. Il est désigné joueur du mois en octobre 1990. Lors de cette première saison, il remporte le championnat d'Irlande avec son club, et termine meilleur buteur du championnat, avec 18 buts marqués en 33 matchs,. Il est cette année-là élu « joueur de l'année » par l'association des reporteurs de football.
En 1994, il signe au Bohemian Football Club. En cinq saisons, il apparaît à 115 reprises sous le maillot noir et rouge des Boh's et marque 11 buts. En 1999, il retourne à UCD pour y terminer sa carrière.

## Palmarès
- Championnat d'Irlande
  - Vainqueur avec le Dundalk FC en 1990-1991.

- Meilleur buteur du championnat d'Irlande en 1990-1991 avec 18 buts en 33 matchs.